# 黃敏境
黃敏境，中華民國外交官。畢業於愛達荷州立大學政治學系公共行政碩士，曾任駐英國台北代表處組長、北美事務協調委員會副秘書長、外交部歐洲司副司長、駐休士頓臺北經濟文化辦事處總領事銜處長、駐美國臺北經濟文化代表處國會組長／公使銜副代表、駐洛杉磯臺北經濟文化辦事處總領事銜處長等職務。

## 職業生涯
黃敏境在外交部北美司擔任科員期間，被派往美國愛達荷州立大學就讀研究所，因為所修的課程緣故，被安排到聯邦參議員辦公室实习。
2014年7月，復興航空在台灣澎湖縣發生空難，2名法國女交換學生罹難。外交部歐洲司副司長黃敏境表示，在確認罹難後，即通知駐法國代表呂慶龍與法國在台協會轉報法國政府，並向法方轉達外交部長林永樂的哀悼之意，且尊重罹難學生家屬意願，提供相關諮詢與協助。而在台見習單位國立臺灣大學醫學院已舉辦追思悼念儀式，歐洲司長張銘忠也前往向罹難家屬致意；另有關英國商人林克穎於2010年3月因酒駕撞死送報生，其後冒用護照潛逃出境一事，黃敏境則表示，英方預計在8月公布林克穎引渡案的審駁結果。
2017年4月，第50屆休士頓國際影視展舉行頒獎典禮，台灣4位新銳導演獲得1項評審團特別獎與3項金牌獎，駐休士頓辦事處長黃敏境出席頒獎典禮，並代表總統蔡英文、行政院長林全與文化部長鄭麗君向導演們恭賀。
2019年，駐美國副代表黃敏境與美國在台協會簽署《臺美合作處理跨國父母擅帶兒童離家瞭解備忘錄》、《在桃園國際機場轉機託運之行李在美國在台協會代表之領域檢查意向書》、《台美有關部分领事職權瞭解備忘錄》等文件。
2020年7月，駐美國副代表黃敏境轉任駐洛杉磯辦事處長，受到2019冠状病毒病疫情影響，無法返台參與在總統府的宣誓典禮，改由駐美國代表蕭美琴在代表處為黃敏境主持宣誓典禮。其後代表政府捐贈十數萬片口罩予洛杉磯有關部門協助對抗疫情。
2020年9月，駐洛杉磯辦事處長黃敏境對於台美關係持續進展、簽署雙邊貿易協定（BTA）的可能性增加時表示「很多事情不是一蹴可幾，經貿上持續合作，慢慢會有進展。」「台美關係會有今天是長期累積、一步一腳印的努力，不是一夜之間輕易到手的成果。」並指出，在洛杉磯就有1,000多家台商企業，創造了10萬個工作機會，儘管疫情期間的商業活動減緩，但仍有不少產業在危機中創造機會，代表台商在美國扎根夠深。